# Mündung (Gewässer)

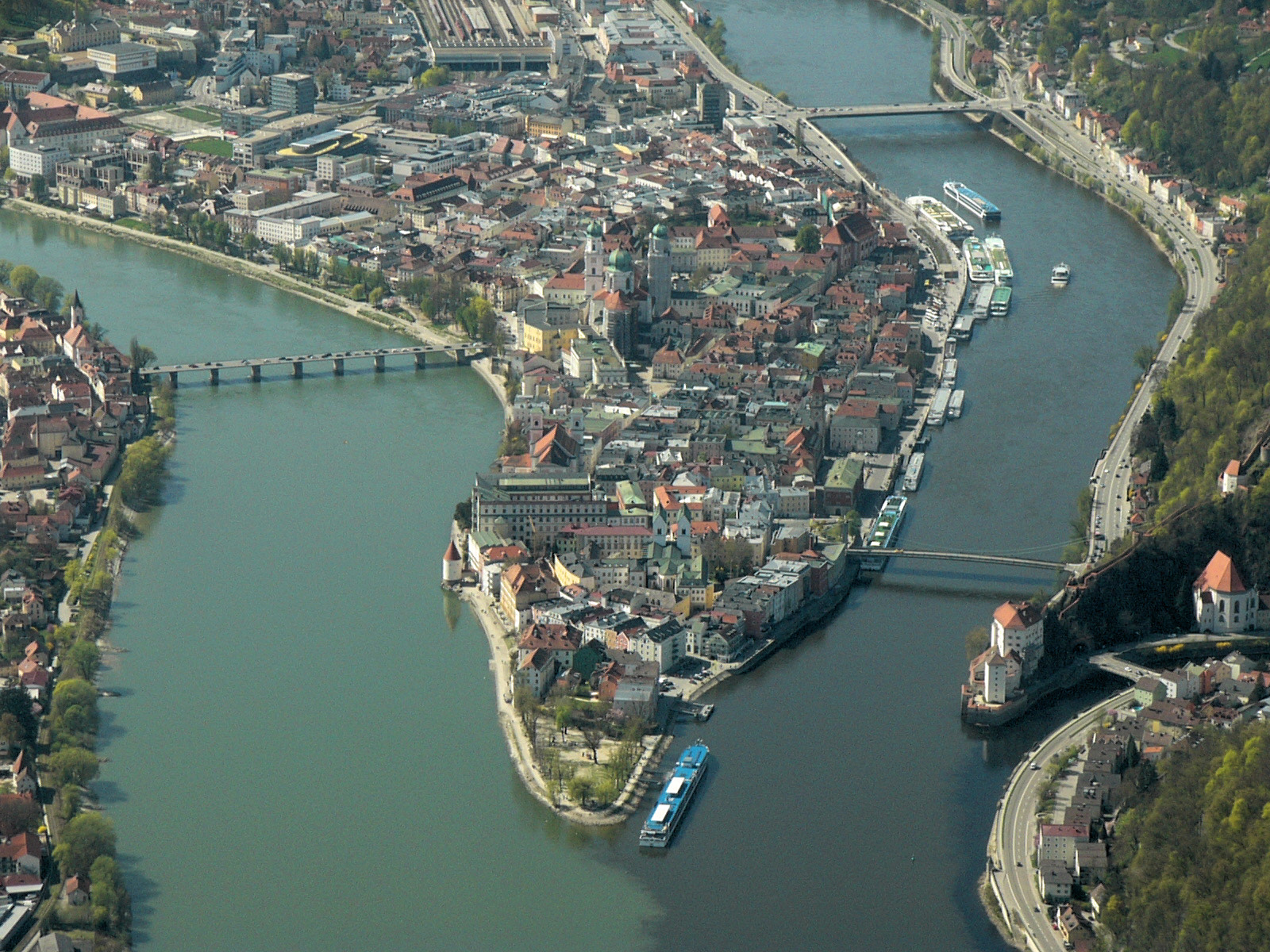
Zusammenfluss von Inn (links) Donau (rechts) und Ilz (ganz rechts unten) bei Passau…

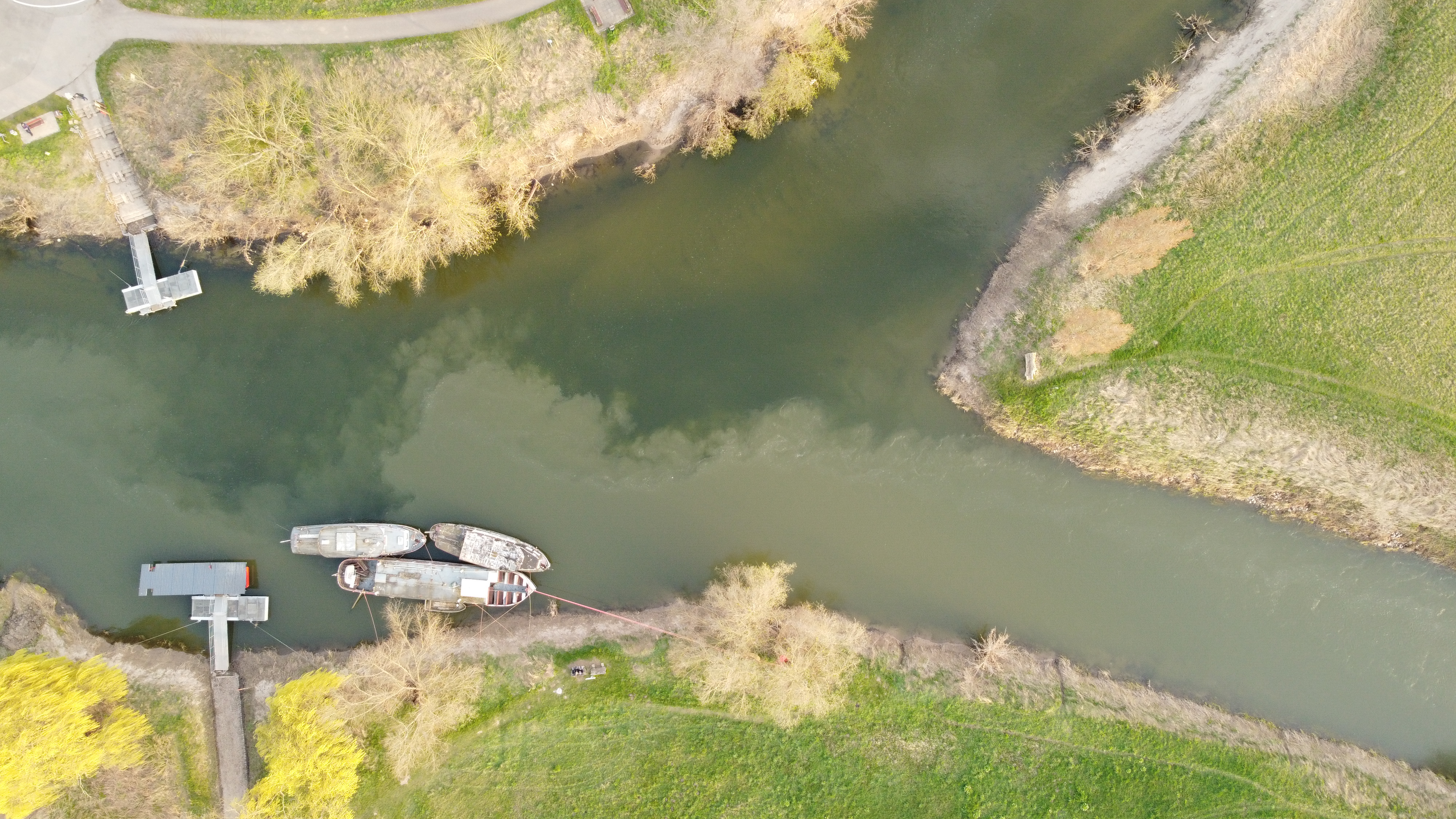
…und Mündung der Unstrut in die Saale bei Naumburg. Man beachte jeweils die unterschiedliche Färbung der sich vereinigenden Flüsse aufgrund der unterschiedlich hohen Sedimentfracht.

Als Mündung bezeichnet man die Zuflussstelle eines Fließgewässers in ein anderes Gewässer. Mündet ein Fließgewässer in ein anderes Fließgewässer, spricht man von einem Zusammenfluss, insbesondere dann, wenn sich zwei Flüsse mit ungefähr gleicher Wasserführung vereinen und der Fluss unterhalb dieses Zusammenflusses einen neuen Namen trägt.

## Deltamündung

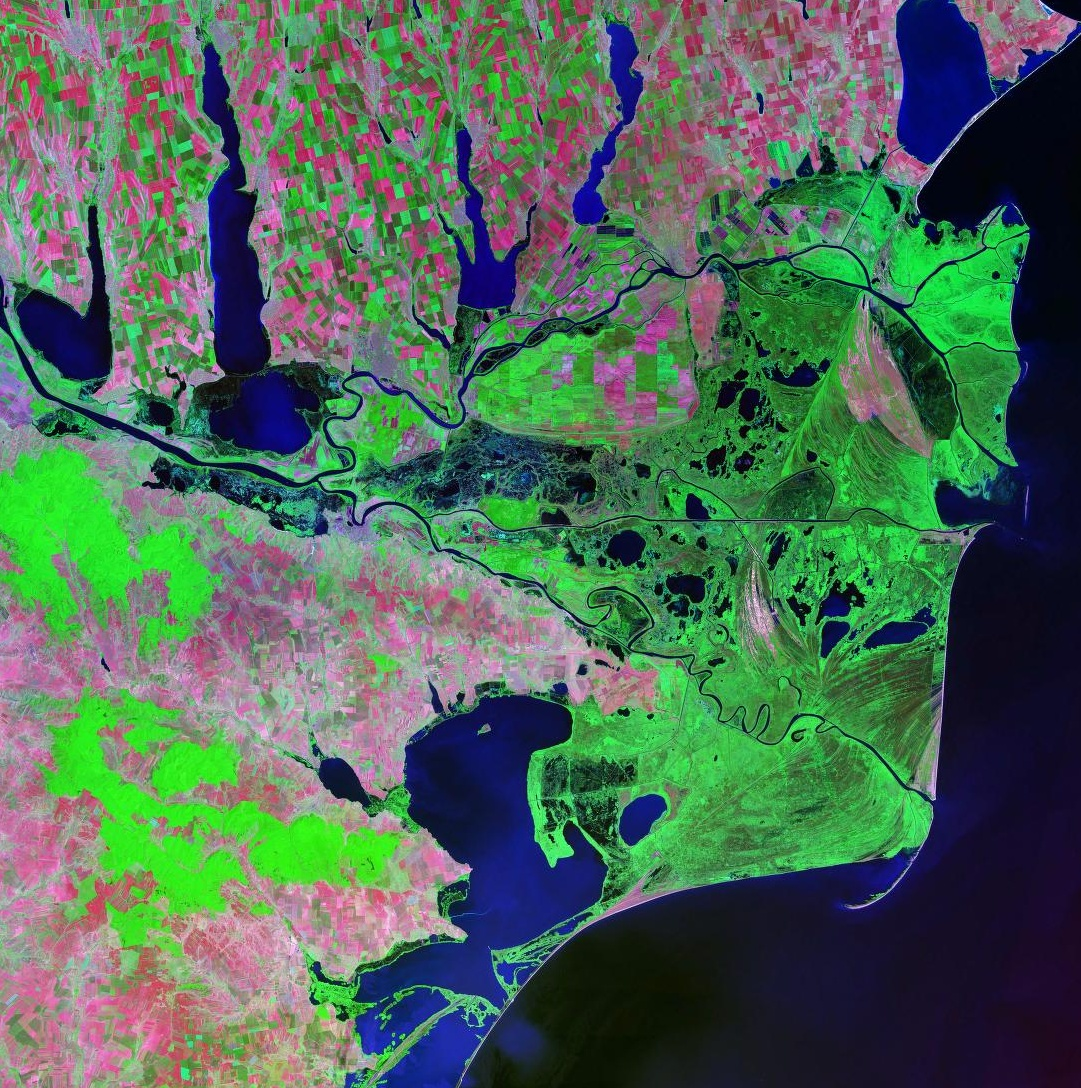
Falschfarben-Satellitenaufnahme des Donaudeltas (2000)

Ab einer bestimmten Größe bzw. Wasserführung kann ein Fluss ein Delta (auch Mündungsdelta oder Deltamündung genannt) ausbilden, wo er ins Meer oder ein Stillgewässer einmündet. Kennzeichnend für ein Delta ist die Aufteilung des Flusses in mehrere Mündungsarme; im Luft- oder Kartenbild zeigt die Mündungsregion dann ungefähr die Form eines gleichschenkligen Dreiecks, also des griechischen Großbuchstabens Delta (Δ). Sie entsteht, weil der Fluss an der Mündung Sedimentfracht ablagert, welche vom Vorfluter nicht fortgeschafft wird, wodurch er sich selbst den Weg verlegt und dieses Hindernis durch Aufteilung umgeht.
Ein typisches Beispiel für eine Deltamündung ist das Nildelta in Ägypten. Der Rhein bildet bei seiner Einmündung in den Bodensee ein sogenanntes Binnendelta (siehe dort für weitere mögliche Bedeutungen dieses Begriffes).

## Andere Mündungsformen

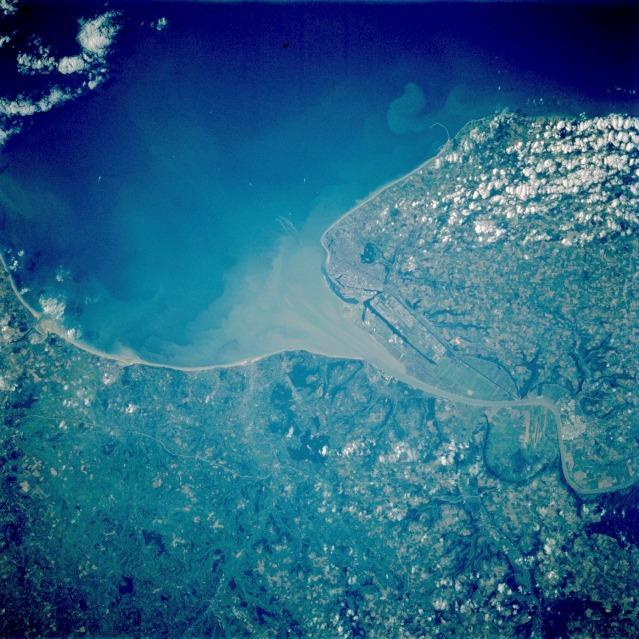
Trichtermündung der Seine (Bildmitte) in die südliche Nordsee, vom Weltraum aus aufgenommen.

Außer über ein Delta kann ein Fluss auch übergangslos ins Meer oder einen See münden, oder er kann ein Ästuar (von lateinisch aestuarium „der Flut ausgesetzte Flussmündung“ oder „Bucht“) formen, einen Mündungstrichter. Durch Ästuare münden vor allem Flüsse an Küsten mit starker Schwankung der Meereshöhe zwischen Ebbe und Flut, die dann die abgelagerten Sedimente abtransportieren. Weil an den südlichen Nordseeküsten dieser sogenannte Tidenhub relativ hoch ist, haben sich in Deutschland an der unteren Elbe, Ems und Weser typische Ästuare gebildet, ebenso an der unteren Themse in Großbritannien. Daneben sind Übergangsformen zwischen Delta- und Trichtermündungen möglich, bei denen mehrere Mündungsarme eines Deltas zu einem Ästuar aufgeweitet sind, wie etwa bei der Rheinmündung oder beim Gangesdelta.
Mündungen von Flüssen in andere Flüsse haben dagegen wegen der hohen Transportleistung des Vorfluters regelmäßig kein Delta. Oft sind diese Mündungen übergangslos oder durch einen kurzen Trichter gekennzeichnet, den man an solchen Binnenmündungen jedoch nie Ästuar nennt.

## Ökologie
Flussmündungen bilden nicht selten ökologische Grenzen zwischen biologischen Arten, bei Mündungen in Stillgewässer etwa zwischen solchen Arten, die auf der einen Seite gut an strömendes Wasser angepasst sind bzw. auf der anderen an ruhiges. Diese Grenze ist umso schärfer, je schneller das einmündende Gewässer fließt. An Meeresküsten ist die Strömungsgeschwindigkeit des mündenden Flusses meist sehr niedrig. Deshalb ist der Wechsel im Salzgehalt des Wassers (Salinität) die wesentlichere ökologische Barriere, die dort entsprechend umso höher ist, je stärker die Konzentration zunimmt. Das Wasser im unmittelbaren Mündungsgebiet ist in der Regel brackisch, und auch solche Brackwassergebiete haben eine für sie charakteristische Artenzusammensetzung. In Mitteleuropa werden sie im Hinblick auf ihre Fischfauna auch Kaulbarsch-Flunder-Regionen genannt.
An Fluss-Fluss-Mündungen ändert sich die Salinität meist gar nicht und die Strömungsgeschwindigkeit oft nur wenig. Dort kann die Sedimentführung eine ökologische Barriere sein, denn Arten, die klares Wasser bevorzugen, wandern kaum in trübe Flüsse ein.